# Humphry Davy
Humphry Davy (Penzance, 17. prosinca 1778. - Ženeva, 29. svibnja 1829.), engleski kemičar i fizičar. Najglasovitiji europski kemičar svojega doba, 1812. dobio plemstvo. Vrlo spretan eksperimentator. Otkrio omamljujuće djelovanje takozvanog rajskog plina (N2O). Smatra se jednim od utemeljitelja elektrokemije. S pomoću elektrolize otkrio elemente kalij i natrij (1807.), magnezij, kalcij, stroncij i barij (1808.). Izolirao element bor gotovo istodobno s Gay-Lussacom (1808.). Nasuprot tadašnjemu tumačenju, dokazao kako klor nije kemijski spoj već kemijski element. Odredio kiseline kao spojeve s vodikom, a na primjeru solne kiseline dokazao da sve kiseline ne sadrže kisik, kako je to smatrao Lavoisier. Otkrio električni luk između ugljenih elektroda (Davyjev luk), izumio rudarsku sigurnosnu svjetiljku, pokazao da je dijamant jedna od alotropskih modifikacija ugljika. Bio učiteljem i voditeljem M. Faradaya u početku njegove znanstvene karijere.

## Životopis
Humphry Davy je rođen u mjestu Penzance, Cornwall, Ujedinjeno Kraljevstvo. Postao je poznat po svojim pokusima s fiziološkim djelovanjem nekih plinova, uključujući rajski plin (dušikov oksidul), o kome je postao i ovisan. U nesreći s ekplozivnim dušikovim trikloridom privremeno je izgubio vid. Godine 1801. postao je profesor na Royal Institution of Great Britain te dobio naslov člana Kraljevskog društva, gdje je kasnije bio i predsjednik.
Bateriju koju je Alessandro Volta predstavio 1800., Davy je iskoristio za razdvajanje soli na sastavne elemente, što je danas poznato kao elektroliza. S više serijski spojenih baterija uspio je 1807. izdvojiti elemente natrij i kalij, a 1808. kalcij, stroncij, barij i magnezij. Također je proučavao kolika je energija pri tome potrebna, što danas spada u područje koje se zove elektrokemija.
Godine 1805. dobio je Copleyevu medalju. Titulu Sir dobio je 1812., kada je odstupio iz Kraljevskog društva i oženio bogatu udovicu Jane Apreece. Sljedeće je godine otišao u Francusku kako bi primio medalju koju mu je dodijelio Napoleon Bonaparte. U Parizu se susreo i s Gay-Lussacom, te dokazao element jod. Zatim je otišao u Italiju, gdje je u Firenci uspio zapaliti dijamant pomoću Sunčevih zraka, te dokazati da je dijamant po kemijskom sastavu čisti ugljik.
Nakon povratka u Englesku 1815. napravio je sigurnosnu rudarsku svjetiljku koja je po njemu dobila naziv Davyjeva svjetiljka, iako nije sigurno da je potpuno zaslužan za njezin izum.
Pokazao je i da se kisik ne može dobiti iz tvari tada poznate kao oksid solne kiseline te dokazao da je ta tvar zapravo element koji je nazvao klor. To otkriće pobilo je Lavoisierovu definiciju kiselina kao spojeva kisika. 
Davy je 1815. predložio da su kiseline tvari koje sadržavaju vodik koji je moguće djelomično ili potpuno zamijeniti metalima. Reakcijom kiselina i metala nastajale su soli. Baze su bile tvari koje su reagilare s kiselinama pri čemu su nastajale soli i voda. Te su definicije dobro djelovale do kraja stoljeća. Danas koristimo Brønsted-Lowryjevu teoriju kiselina i baza.
Godine 1824. je predložio je postavljanje komada željeza na bakrenu kobilicu broda, što je bio prvi primjer katodne zaštite. To je spriječilo koroziju bakra, ali je također onemogućilo korisno antivegetativno djelovanje bakrenih soli na morske organizme.
Udisanje različitih kemikalija djelovalo je na njegovo zdravlje, pa je otišao u Švicarsku. Njegov asistent Michael Faraday nastavio je istraživanja i toliko se proslavio, da se smatra kako je Davy tvrdio kako je Faraday njegovo najveće otkriće. Međutim, poslije ga je optužio za plagijatorstvo, pa je svoja istraživanja u elektromagnetizmu Faraday nastavio tek nakon Davyjeve smrti.

## Doprinosi
Humphry Davy se smatra najglasovitijim europskim kemičarem svojega doba.

### Elektroliza
Elektroliza je elektrokemijska reakcija razlaganja (razgradnje) elektrolita djelovanjem električne struje. Ako se u otopinu ili talinu elektrolita urone elektrode spojene s izvorom istosmjerne električne struje, ioni nastali elektrolitskom disocijacijom bit će privučeni elektrodom suprotna naboja. Negativno nabijeni ioni (anioni) putovat će prema pozitivnoj elektrodi (anodi), a pozitivno nabijeni ioni (kationi) prema negativnoj elektrodi (katodi). Na elektrodama se ioni izbijaju i izlučuju kao atomi ili kao molekule. Pritom anioni predaju anodi višak elektrona (oksidacija), a istodobno na katodi kationi primaju jednaku količinu elektrona (redukcija). Tako se posredovanjem iona elektricitet prenosi s jedne elektrode na drugu, pa kroz otopinu ili talinu teče električna struja. Često se anodni i katodni prostor odjeljuju dijafragmom kako bi se u otopini spriječile moguće reakcije među proizvodima elektrolize.

### Davyjeva svjetiljka
Rudarska sigurnosna svjetiljka upotrebljava se za rasvjetu u rudnicima ugljena u kojima postoji prisutnost metana (i ostalih eksplozivnih plinova), jer bi upotreba svjetiljki s otvorenim plamenom mogla vrlo lako prouzročiti paljenje i eksploziju metana. Prije izuma sigurnosnih svjetiljki rudari su koristili svjetiljke s otvorenim plamenom za rasvjetu u rudniku. Ove svjetiljke su se bezopasno mogle koristiti samo u neopasnim rudnicima u kojima nema prisutnosti metana. U metanskim rudnicima (to su većinom podzemni rudnici ugljena) male tehničke pogreške (iskrenje ili otvoreni plamen) izazivale su katastrofe. Dolazilo je do eksplozije metana pri čemu bi odjednom poginulo na desetke rudara. Zato su rudari da bi otkrili prisutnost metana (to je plin bez boje, okusa i mirisa) koristili kanarince koji su osjetljivi na vrlo niske koncentracije metana u rudničkoj atmosferi. Početkom 19. stoljeća počeli su se razvijati novi i sigurniji načini za otkrivanje metana. Godine 1813. irski fizičar William Reid Clanny izumio je prvu sigurnosnu svjetiljku, ali je nije iskušao u rudniku ugljena do 1815. kada su dvije poboljšane konstrukcije objavili inženjer George Stephenson i Humphry Davy. Sve kasnije sigurnosne svjetiljke konstruirane su na način koji je otkrio Humphry Davy, da plamen zaštićen s metalnom mrežicom (određene finoće) ne pali metan.

### Davyjev luk
Davyjev luk je plamen električnog luka. Humphry Davy otkrio je 1808. da struja teče kroz dva ugljena štapića (šipke) i onda kada su razmaknuti, stvarajući između njihovih vrhova luk vrlo jake svjetlosti, koji se sastoji od sitnih čestica užarena ugljena što se otkidaju od pozitivne elektrode (šipke). Najjača svjetlost izlazi iz kratera, male udubine koja se stvara na kraju ugljena, spojenoga s pozitivnim polom baterije. Pri normalnom tlaku krater (pozitivni kraj) ima temperaturu oko 3 500 °C, a negativni kraj znatno nižu. Davyev luk često se naziva i Voltinim lukom.

## Zanimljivosti
Ovo je humoristična poema o Davyu:
Sir Humphrey Davy

Abominated gravy.

He lived in the odium

Of having discovered sodium.